# 茶果嶺

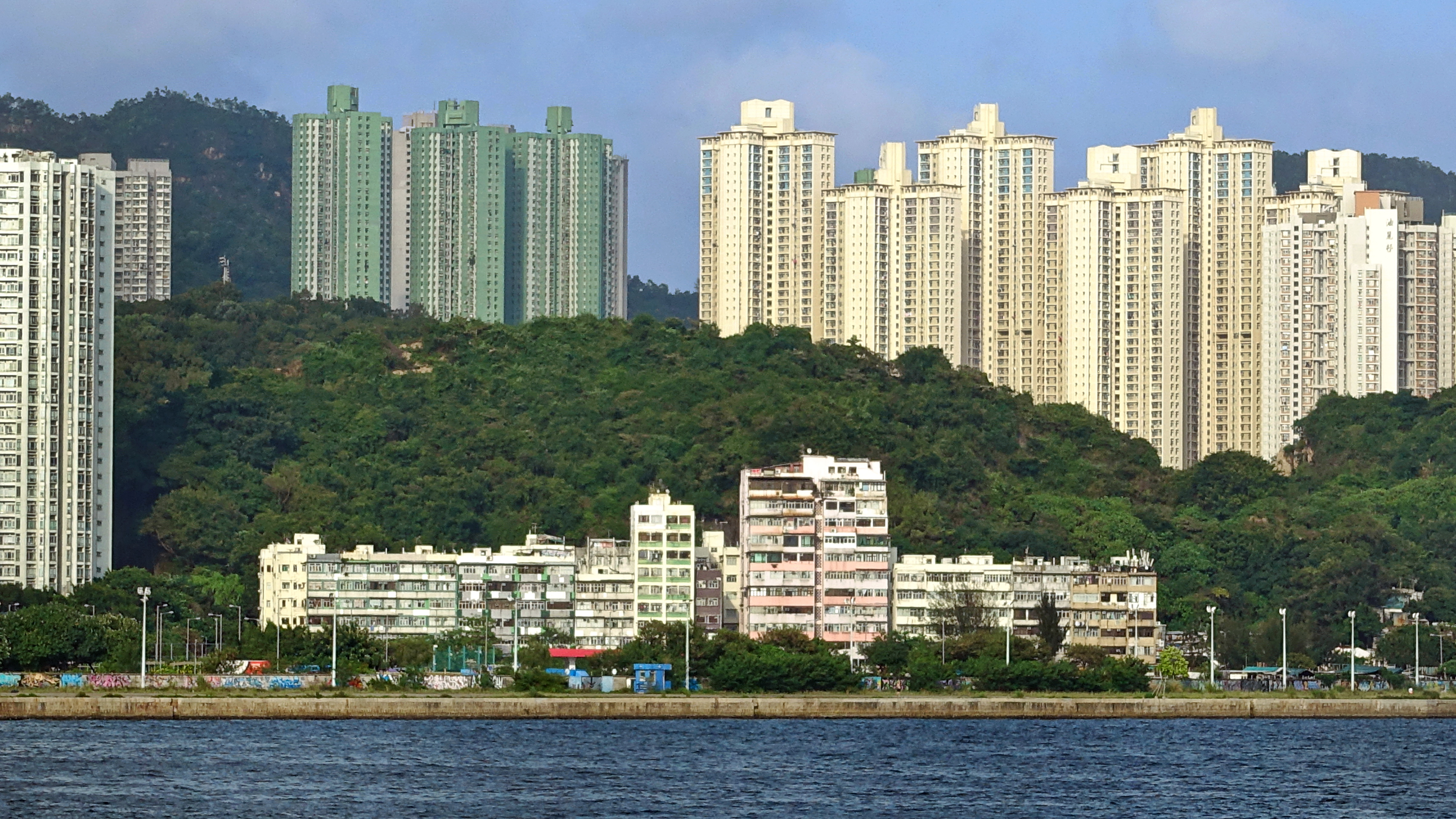
從九龍灣望向茶果嶺

茶果嶺，亦作茶菓嶺，是香港九龍東部觀塘區山丘，位於觀塘與油塘之間。

## 歷史

### 名稱由來
清末民初年間，茶果嶺為觀塘區的管治中心，因山上長有大量茶果樹而得名。茶果樹實為學名血桐的植物，因每次蒸茶果時需要大量血桐的樹葉，新界居民稱血桐樹為茶果樹。

### 發展採石業
在1922年的軍部地圖，茶果嶺被標示為，意即「石丘」。地圖中標示茶果嶺的高度為497英尺（151），約為現時高度的兩倍。茶果嶺曾與牛頭角、茜草灣及鯉魚門合稱九龍四山，為人手開採的石礦場，曾出產花崗岩和高嶺土。第二次世界大戰後，茶果嶺及鄰近村落如鯉魚門、茜草灣及牛頭角等處日漸繁盛，1947年亞細亞火油公司在茶果嶺覓地興建油庫，另有香港磁泥有限公司建立工場及石礦場，而當局1955年左右在官塘進行大規模填海計劃，亦加速茶果嶺及鄰近地帶的工業化。今日廣州哥德式建築聖心大教堂之全岩石材料建築乃用上茶果嶺及牛頭角花崗岩砌建而成。

## 現況
茶果嶺現時除了茶果嶺村、舊唐樓，也是東區海底隧道九龍入口及收費廣場的所在地，而麗港城的36、37、38座、麗港南街和朗思國際幼稚園的地方，是禮頓建築移去茶果嶺山丘後才動土興建。

## 事件
於2006年茶果嶺村的木屋及鐵皮屋發生兩次嚴重大火，數千人士無家可歸，他們獲安排暫住麗港城社區中心。

## 著名地點
- 茶果嶺天后廟

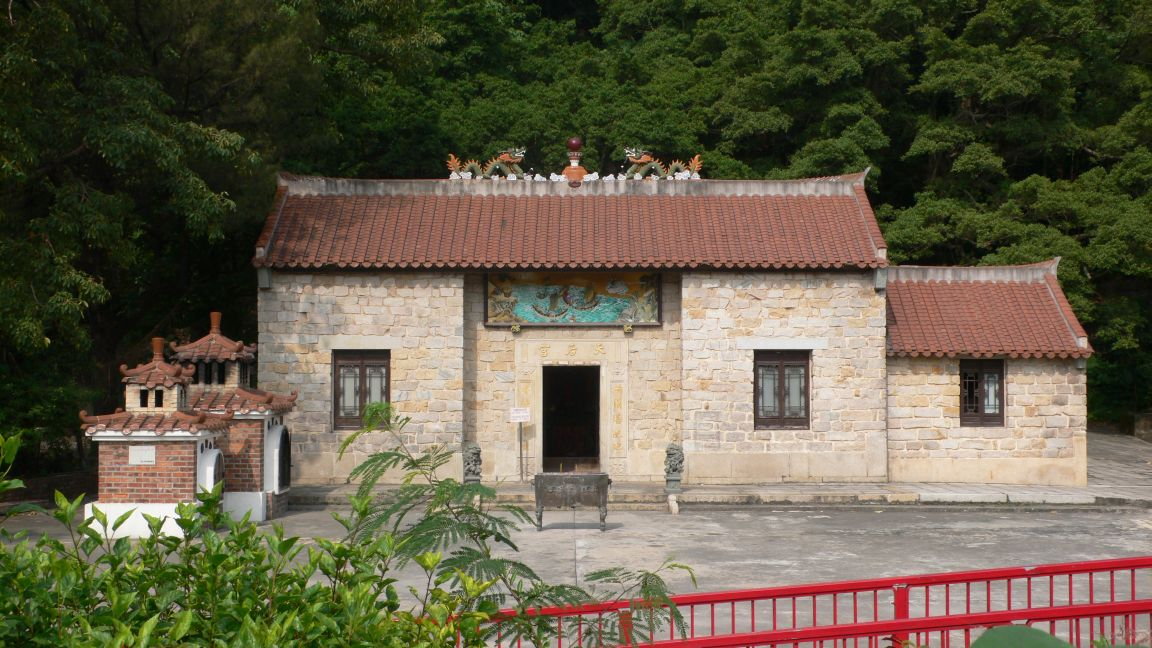
茶果嶺天后廟

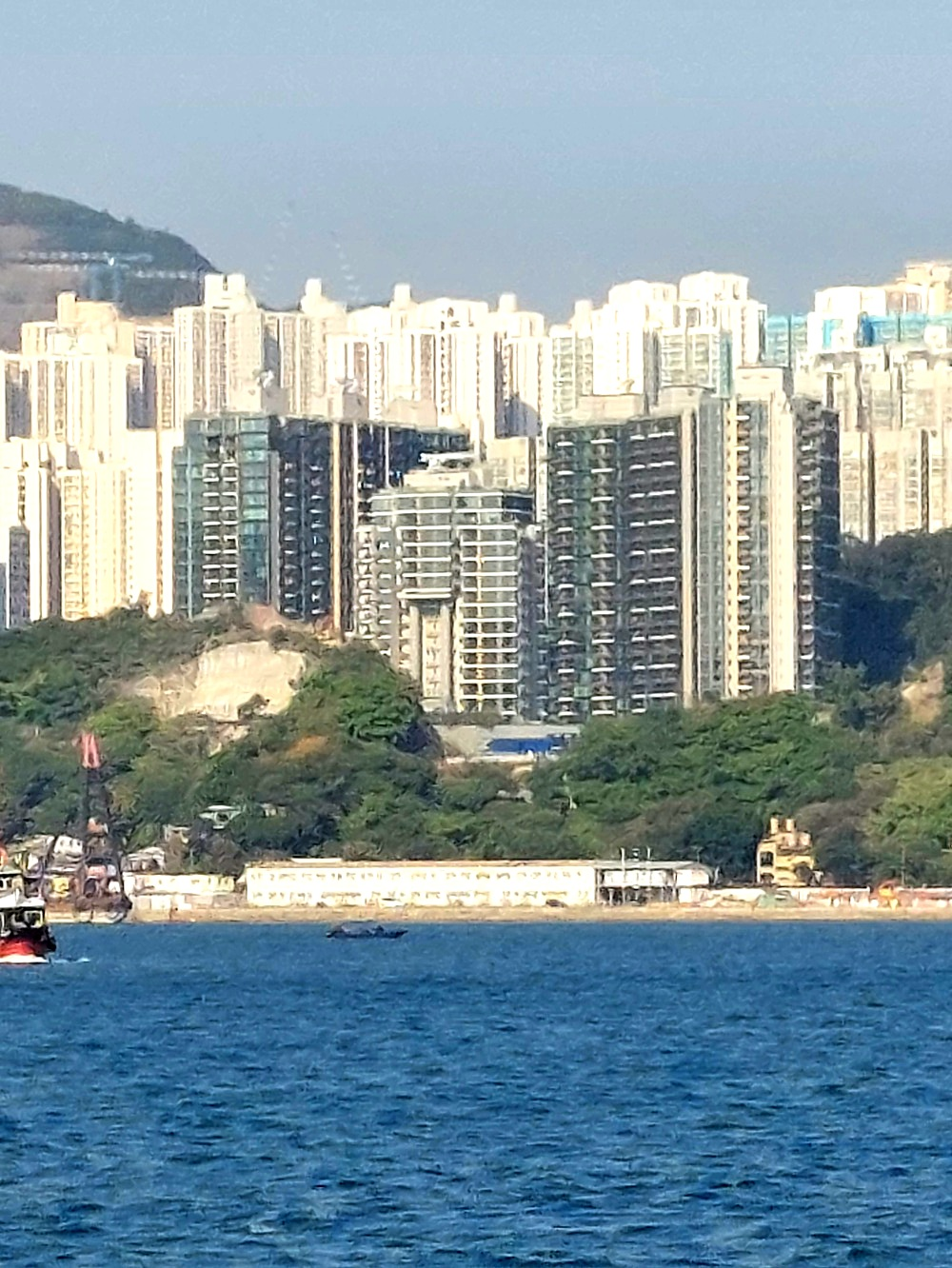
KOKO HILLS（已落成）

  - 茶果嶺天后廟是清朝時官府所建，村民至今依然虔誠禮奉，每逢農曆三月二十三日天后寶誕，村民舉辦別具特式的花炮巡遊以及粵劇賀誕表演慶祝
- 茶果嶺求子石
  - 離茶果嶺天后廟不遠有一對求子石，相傳只要向求子石誠心禱告，便可獲天賜男丁
- 茶果嶺村
- 茶果嶺邱氏祖墳祭台
- 茶果嶺石礦場
  - KOKO HILLS
  - KOKO RESERVE
  - KOKO ROSSO
  - KOKO MARE
- 榮華冰室（有70多年歷史的冰室）

## 近年發展

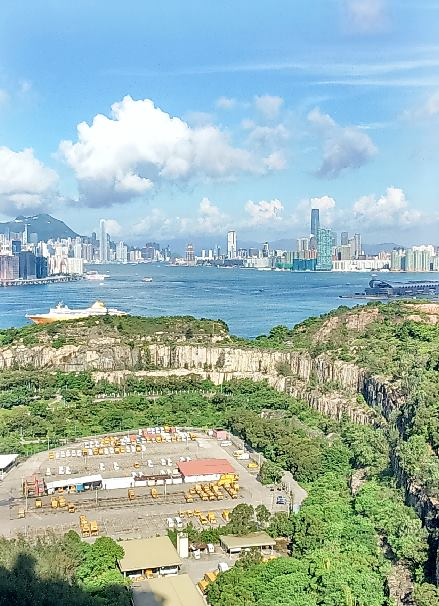
前茶果嶺高嶺土礦場的地盤

前茶果嶺高嶺土礦場面積逾24萬平方呎，政府在1998年連同茶果嶺村一帶規劃作為高密度住宅發展，提供多達657萬平方呎樓面，不過因樓市大跌，導致發展擱置多年。政府近年為礦場重新規劃，劃作4幅「住宅（乙類)」用地，發展豪宅及資助房屋，提供約2,240伙單位。
2016年11月，發展商會德豐地產以63.88億元投得觀塘茜發道項目地皮。項目的地盤面積約為196,561平方呎（18,261平方米)，最低及最高的樓面面積分別為495,930平方呎及826,546平方呎，以投標價63.88億元計算，樓面呎價約為7,729元，屬當時東九龍樓面呎價次高紀錄。整個茜發道項目將分為多期發展，合共建有8幢住宅大廈，分別樓高15至23層，住宅樓面面積約為74.5萬平方呎，提供約1,000伙分層住宅，間隔包括1至4房不等，供應以2、3房戶為主將分為多期發展。據發展商表示，將投資約125億發展項目，發展成本約為1.38萬元。市場估計項目成本加上2成發展利潤、10%發水樓面，以及8成實用率等計算，預計日後推售實用呎價會在2萬元以上。發展商於2018年11月表示，計劃於2019年年底推售項目第一期。而項目第一期於2019年5月入紙申請預售樓花同意書，現正待批中。
2019年時任香港特首林鄭月娥在施政報告宣佈，會清拆茶果嶺村以及牛池灣村和竹園聯合村，以興建公共房屋。

## 流行文化
一些影視作品曾在茶果嶺取景，包括：
- 2005年香港電影《黑社會》[9]
- 2021年香港電影《怒火》[10]
- 2022年香港電影《緣路山旮旯》[11]

## 外部連結
- 寮屋下的安樂窩：茶果嶺村，黎曉凝，大學線月刊第74期，2006年5月
- 九龍內山篇（1）—茶果嶺、鱷魚山[]